# Dexter Cambridge
Dexter Ryan Cambridge, (Eleuthera, Bahamas, 29 de enero de 1970) es un exjugador de baloncesto bahamense. Con 2.01 metros de estatura, jugaba en la posición de ala-pívot.

## Trayectoria
Cambridge actuó en la NJCAA con los Lon Morris Bearcats y en la NCAA con los Texas Longhorns. En su temporada como sénior fue suspendido por 13 partidos debido a que se conoció que, en su época de jugador para los Bearcats, había violado los códigos de amateurismo al recibir 7000 dólares de un incentivador asociado al equipo.
Se presentó al Draft de la NBA de 1992, siendo elegido por los Dallas Mavericks. Con la franquicia texana jugaría una temporada, en la que tuvo presencia en 53 partidos. Luego de ello desarrollaría su carrera en el baloncesto profesional italiano, tanto en la primera como en la segunda división. Durante los veranos, Cambridge disputó varias ediciones de los Bahamas Games, compitiendo en el torneo de baloncesto como miembro de los Eleuthera Adventurers, el equipo que representa a su isla natal. Asimismo también jugó en un par de ocasiones en el Baloncesto Superior Nacional como refuerzo de los Gigantes de Carolina. 
En los últimos años de su carrera profesional jugó en Argentina y Venezuela.
Tras retirarse, Cambridge se instaló en Bahamas con la intención de implementar el Dexter Cambridge Basketball Developmental Programme, un proyecto para formar como baloncestistas a jóvenes talentos de su país.

### Clubes
| Club                        | País           | Año         |
| --------------------------- | -------------- | ----------- |
| Dallas Mavericks            | Estados Unidos | 1992 - 1993 |
| Petrarca Padova             | Italia         | 1993 - 1996 |
| Gigantes de Carolina        | Puerto Rico    | 1996        |
| Unione Ginnastica Goriziana | Italia         | 1996 - 1997 |
| Gigantes de Carolina        | Puerto Rico    | 1997        |
| Unione Ginnastica Goriziana | Italia         | 1997 - 1998 |
| Fabriano Basket             | Italia         | 1998 - 1999 |
| Regatas de San Nicolás      | Argentina      | 2000        |
| Obras Sanitarias            | Argentina      | 2001        |
| Panteras de Miranda         | Venezuela      | 2001        |

## Selección nacional
Cambridge jugó con la selección de baloncesto de Bahamas desde 1995 a 2003, compitiendo en diversos torneos como el Centrobasket 2003 entre otros. 